# Spyro: Enter the Dragonfly
Spyro: Enter the Dragonfly (también conocido como Spyro 4: Enter the Dragonfly o Spyro 4) es un juego de plataformas de la serie Spyro the Dragon desarrollado por Equinox Digital Entertainenment y Check Six Studios y publicado por Universal Interactive Studios para PlayStation 2 y Nintendo Gamecube.
Fue el primer capítulo de la saga de consolas domésticas no desarrollado por Insomniac Games, mientras que el primero fue Spyro: Season of Ice. Universal Interactive Studios también había planeado producir una versión para Xbox y PC, sin embargo, debido a las enormes críticas negativas recibidas del juego, el proyecto fue abandonado.

## Historia
La historia comienza poco después de Spyro: Año del Dragón. Los dragones están en la celebración de un rito de iniciación para los jóvenes dragones y para el Gran Desfile Dragón, con la llegada de nuevos tutores libélula jóvenes para los dragones bebé. Sin embargo, durante la fiesta, un malvado mago aparece Ripto extrañamente vivo (las circunstancias de su regreso se dejan sin explicación) se teletransporta en medio de un portal junto con sus secuaces Crush y Gulp (su regreso también se pasa por alto, aunque Ripto una vez amenazó con enviar de vuelta a Molten Crater, donde estaban antes, en paro) y altera la celebración, la intención de este es capturar a las nuevas libélulas jóvenes para debilitar a los dragones bebé. Sin embargo, sus fallos de encendido de hechizos y las libélulas se dispersan por todo el reino de los dragones. No se da cuenta de esto hasta que regrese a su guarida y una vez Crush le dice a su amo lo que realmente sucedió, Ripto acaba matando a dos de sus secuaces en su rabia con un solo zap de su personal, por lo que él es el único jefe en todo el juego (esta parte de la historia no se muestra hasta que el jugador ha recogido más de la mitad de las libélulas). Así, Spyro tiene la tarea de recuperación de la nueva cosecha del reino de las libélulas. 
Spyro se completa finalmente su misión, y se enfrenta a Ripto. Spyro gana la batalla y Ripto corre por su vida, jurando que él estará de regreso (aunque nunca apareció en el resto de la serie original de nuevo, con exclusión de los títulos de spin-off en libertad después de Spyro: Season of Ice). El videojuego termina de vuelta en el juego, con Spyro haciéndole un guiño a la cámara. 

## Desarrollo
Según el plan original, el juego debía contener a Gnasty Gnorc (villano del primer título) como un antagonista, aliado con Ripto, aproximadamente 120 libélulas que se encontrarán en 25 niveles, una velocidad de aproximadamente 60 cuadros por segundo y tiempos de carga rápida. Desafortunadamente, Universal Interactive Studios apuró a Check Six Studios para finalizar la producción y hacer que el juego fuera comercializable antes del invierno de 2002, y el resultado fue devastador. Enter the Dragonfly sufrió varios problemas, incluida una mala velocidad de fotogramas, largos tiempos de carga, problemas gráficos y de sonido y congelaciones. Además, cuando se lanzó, Gnasty Gnorc estaba ausente en el juego, y solo había 9 niveles y 90 libélulas para encontrar.

## Reparto de voces
Inglés
- Tom Kenny como Spyro el Dragón / Voces Adicionales

- Gregg Berger como Cazador / Ripto / Crush / Gulp

- André Sogliuzzo como Sparx la Libélula / Otros Libélulas / Voces Adicionales

- Neil Ross como Ricachon / Voces Adicionales

- Carolyn Lawrence como Zoe / Voces Adicionales

- Pamela Hayden como Bianca / Voces Adicionales

- Billy West Voces como adicionales

- Dee Bradley Baker como Voces Adicionales

- Jeannie Elias Voces como adicionales

Español
- Miguel Ángel Acevedo como Spyro el Dragón / Bartolomé / Foot-Pad / Jimmy-Bob / Alex-Bob
- Mariano García como Sparx la Libélula
- Abel Navarro como Ricachón / Hammy / Monos del Monasterio
- Javier Gámir como Ripto / Bruce / Granjero John / Dr. Kogan / Dr. Whiskers
- Enrique Santarén como Cazador / Miyagi
- Carmen Gambín como Bianca / Puddy (sust.) / Dougie / Amamnda
- Carlos Salamanca como Rodtikiney / Jet / Ladrón / Warren-Bob
- Enrique Jordá como Chow / Granjero Dean
- Pedro Tena como Toshiro / Puddy
- Jorge Teixeira como Dr. Whiskers (sust.) / Jackie / Granjero Bill / Ladronzuelo Yu / Profesor Copeland / Dr. Snivels
- Alfredo Martínez como Patton / Porkins / Polvo / Profesor Squeek / Russell-Bob
- Salvador Serrano como Chili / Granjero Dill / Caleb

## Recepción
La versión para PlayStation 2 de Spyro: Buscando a la Libélula recibió un premio de ventas "Platinum" de la Asociación de Editores de Software de Entretenimiento y Ocio (ELSPA), que indica ventas de al menos 300,000 copias en el Reino Unido.
Spyro: Buscando a la Libélula recibió reseñas mixtas a negativas de los críticos de acuerdo con los sitios web de revisión GameRankings y Metacritic, que dieron a la versión de PlayStation 2 56% y 56/100 y la versión GameCube 48% y 48 / 100.
IGN le dio al juego un 6/10, afirmando que "Spyro: Buscando a la Libélula" es esencialmente un juego de réplicas, o de desplazamiento lateral en lugar de un paso adelante. Entonces, de lo que se trata es de esto: ¿Estás preparado para más? del mismo juego exacto de Spyro? " Ted Price, el presidente de Insomniac Games, incluso habló sobre lo mal que pensaba que era. Price dijo en una entrevista: "Spyro se ha convertido en un hijastro abusado ... Spyro: Buscando a la Libélula en PS2 y Gamecube fue una farsa absoluta".

### Errores y Fallos
Una gran crítica para el juego fueron sus numerosos errores y problemas técnicos. Algunos críticos especulan que la causa fue un ciclo de desarrollo acelerado para alcanzar una fecha de lanzamiento programada. Matthew Gallant, escribiendo para GameSpot, le dio a la versión del juego de GameCube un 3.2/10 y la versión de PlayStation 2 a 2.8/10, diciendo que "incluso los fanáticos más grandes de Spyro van a tener dificultades para disfrutar este juego. El salto a la última generación de consolas los deja con un juego más lento, un juego más corto (10 horas) y un juego menos divertido, sin mencionar uno con errores ". Los críticos también informaron que los problemas técnicos se extendieron al sonido también. Gamershell afirma que, "Recordemos primero algunos conocimientos básicos de la escuela: suena que el origen de muy lejos es más silencioso que los sonidos que están cerca de nosotros. No sucede lo mismo en Spyro. Algo salió mal con el sistema de posicionamiento de sonido. como directamente en frente de usted ".
Otra crítica para el juego fue la velocidad de fotogramas. Ben Kosmina, de Nintendo World Report, menciona que, "Mientras corres por los Reinos del Dragón (el mundo exterior del juego) si hay demasiadas ovejas o personajes en movimiento en la pantalla, el juego se saltará los fotogramas en exceso. También ocurre mientras corres o vuelas por niveles donde hay muchos personajes, e incluso a veces cuando no hay ningún personaje en el área. Esto es simplemente inaceptable ", IGN compartió este pensamiento, y agregó: "La frecuencia de fotogramas sufre a menudo, fluctuando desde un máximo de 30 fps hacia abajo, dependiendo del área. Lo cual es un poco extraño, porque estos mundos no son mucho más grandes que los de las versiones de PlayStation de Spyro. No hay muchos enemigos más en la pantalla, y las texturas siguen siendo las mismas, simples franjas sombreadas planas de colores primarios, al igual que las demás. A menudo, áreas enteras aparecen debido a problemas extraños con los problemas de carga ".
Los críticos también tenían problemas con el control y la detección de colisiones. Ben Koshima, de Nintendo World Report, menciona: "Debido al tremendo control que tienes sobre Spyro cuando está volando, caerás en picada por los acantilados, te faltarán interruptores que estás tratando de atravesar, golpear por todos lados mientras intentas aterrizar correctamente y cayéndose de las plataformas pequeñas sin ninguna razón en absoluto", Darkstation afirmó," Cuando tratas de hablar con un personaje si aún no aparece automáticamente y empiezas a hablar contigo de la nada, tienes que entrar en un punto específico en el que tienes que hablar con otro personaje ".